# Saison 8 de La Boîte à musique
Chronologie
Saison 7 Saison 9
Cet article présente les épisodes de la huitième saison de l'émission de télévision La Boîte à musique.

## Présentation
La saison, composée de quatre émissions, est diffusée le vendredi soir en deuxième partie de soirée du 9 au 30 août 2013. La saison est intitulée « L'été romantique », s'intéressant à la musique romantique, et chaque émission est dédiée à un compositeur du romantisme.

## Liste des émissions

### Vendredi 9 août 2013: Giuseppe Verdi
Émission consacrée au compositeur italien Giuseppe Verdi, dont c'est le bicentenaire de la naissance.
Invités
Roselyne Bachelot (ex-politique), Christophe Girard et Stéphan Rizon (chanteur).
Interprètes
Giovanni Bellucci (piano), Elena Gabouri (mezzo-soprano), Brigitte Pinter (soprano), Pauline Courtin (soprano), Christian Helmer (baryton), Max Jota (ténor) et le Quatuor Hermès.

### Vendredi 16 août 2013: Piotr Ilitch Tchaïkovski
Émission consacrée au compositeur russe Piotr Ilitch Tchaïkovski.
Invités
Emmanuel Moire (chanteur), Claudia Tagbo (humoriste) et Didier Van Cauwelaert (écrivain).
Interprète principal
L'ensemble Les Solistes, direction : Victorien Vanoosten
Le quiz
Sur les danses de Casse-noisette, les invités doivent deviner le pays de la danse jouée.
- Chocolat - Danse espagnole
- Thé - Danse chinoise
- Café - Danse arabe
- Tarantelle - Danse italienne
- Trépak - Danse russe

Morceaux interprétés
- Marche, extrait du ballet Casse-noisette, par l'ensemble Les Solistes ;
- Second mouvement du Concerto pour violon en ré majeur, par Sarah Nemtanu (violon) et l'ensemble Les Solistes ;
- Danse russe, extrait du ballet Le Lac des cygnes, par Sarah Nemtanu (violon) et l'ensemble Les Solistes ;
- Premier mouvement du Concerto pour piano no 1 en si bémol mineur, par Victorien Vanoosten (piano) et l'ensemble Les Solistes ;
- Improvisation jazz sur le Premier mouvement du Concerto pour piano no 1 en si bémol mineur, par Dimitri Naïditch (piano) ;
- Improvisation jazz sur Juin - Barcarolle, extrait de Les Saisons, par le Trio de jazz de Dimitri Naïditch ;
- Improvisation jazz sur le Thème de la mort du cygne, extrait du Lac des cygnes, par le Trio de jazz de Dimitri Naïditch ;
- Air de Lenski (Kuda, kuda), extrait de l'opéra Eugène Onéguine, par Oleksiy Palchykov (ténor) et l'ensemble Les Solistes ;
- Valse, extrait du Lac des cygnes, par l'ensemble Les Solistes ;
- Valse, extrait du ballet La Belle au bois dormant, par l'ensemble Les Solistes ;
- Valse des fleurs, extrait de Casse-noisette, par l'ensemble Les Solistes ;
- Thème de la mort du cygne, extrait du Lac des cygnes, par l'ensemble Les Solistes avec Claire Bagot (hautbois) ;
- Légende, op. 54 no 5, par Olga Seliverstova (soprano) et le Quatuor Psophos ;
- Scherzo, extrait du Quatuor à cordes no 3 en mi bémol mineur, par le Quatuor Psophos ;
- Danse de la Fée Dragée, extrait de Casse-noisette, par l'ensemble Les Solistes et Jean-François Zygel (célesta).
- Premier mouvement du sextuor Souvenir de Florence, par le Quatuor Psophos, Adrien La Marca (alto) et Raphaël Perraud (violoncelle) ;
- Danse des mirlitons, extrait de Casse-noisette, par l'ensemble Les Solistes et Jean-François Zygel (piano).

L'instrument rare
L'Erhu, présenté par Guo Gan.
- La course des chevaux, par Guo Gan (erhu) et Jean-François Zygel (piano) ;
- Thème de la mort du cygne, extrait du ballet Le Lac des cygnes, par Guo Gan (erhu) et Jean-François Zygel (piano).

La mécanique d'un tube
Danse de la Fée Dragée, extrait du ballet Casse-noisette.

### Vendredi 23 août 2013: Johannes Brahms
Émission consacrée au compositeur allemand Johannes Brahms.
Invités
Macha Méril (actrice), Jean-François Kahn (essayiste) et Passi (rappeur).
Morceaux interprétés
- Sérénade inutile, par Gabrielle Philiponet (soprano) et Jean-François Zygel (piano) ;
- Berceuse, par Gabrielle Philiponet (soprano) et Jean-François Zygel (piano) ;
- Trio pour piano et cordes no 1 en si majeur, par le Trio Talweg ;

Interprètes
François-Frédéric Guy (piano), le Trio Talweg, le Quatuor Tercea, François Salque (violoncelle), le groupe Accordzéâm, Gabrielle Philiponet (soprano), Qiulin Zhang (contralto), Philippe Berrod (clarinette), Adrien La Marca (alto), Julien Desplanque (cor) et Thomas Leleu (tuba).

### Vendredi 30 août 2013: Georges Bizet
Émission consacrée au compositeur français Georges Bizet.
Invités
Laurence Ferrari (journaliste), Yvan Le Bolloc'h (acteur) et Sylvain Tesson (écrivain).
Interprète principal
L'ensemble Initium
Le quiz
Sur des airs d'opéras français, les invités doivent dire si Bizet en est le compositeur ou non.
- Gloire immortelle de nos aïeux, extrait de l'opéra Faust de Charles Gounod ;
- Mon cœur s'ouvre à ta voix, extrait de l'opéra Samson et Dalila de Camille Saint-Saëns ;
- Duo des fleurs, extrait de l'opéra Lakmé de Léo Delibes ;
- Va, laisse couler mes larmes, extrait de l'opéra Werther de Jules Massenet ;
- Danse bohémienne, extrait de l'opéra Carmen de Georges Bizet.

Morceaux interprétés
- Farandole, extrait de L'Arlésienne, par l'ensemble Initium ;
- Près des remparts de Séville, extrait de l'opéra Carmen, par Sylvie Brunet-Grupposo (mezzo-soprano), Stefan Cifolelli (de) (ténor), et Denis Pascal (piano) ;
- Paraphrase sur Près des remparts de Séville, par Emmanuel Ceysson (harpe) ;
- Je crois entendre encore (Air de Nadir), extrait de l'opéra Les Pêcheurs de perles, par Stefan Cifolelli (ténor) et Jean-François Zygel (piano) ;
- Prélude en la mineur op.2 no 2, par Jean-François Zygel (piano) ;
- La Toupie, extrait de Jeux d'enfants, par l'ensemble Initium ;
- Trompette et tambour, extrait de Jeux d'enfants, par Denis Pascal et Jean-François Zygel (pianos) ;
- L'amour est un oiseau rebelle, extrait de Carmen, par Sylvie Brunet-Grupposo (mezzo-soprano) et Jean-François Zygel (piano) ;
- El Arreglito (Le Petit Arrangement) de Sebastián Iradier, par Sylvie Brunet-Grupposo (mezzo-soprano) et Jean-François Zygel (piano) ;
- L'amour est enfant de Bohème (1re version de L'amour est un oiseau rebelle), extrait de Carmen, par Sylvie Brunet-Grupposo (mezzo-soprano) et Denis Pascal (piano) ;
- Deuxième entracte, extrait de Carmen, par Frédéric Chatoux (flûte) et Emmanuel Ceysson (harpe) ;
- Je dis que rien ne m'épouvante (Air de Micaëla), extrait de Carmen, par Anne-Catherine Gillet (soprano) et Denis Pascal (piano) ;
- Les adieux de l'hôtesse arabe, par Anne-Catherine Gillet (soprano) et Denis Pascal (piano) ;
- Le Bal, extrait de Jeux d'enfants, par l'ensemble Initium.

L'instrument rare
Le saxophone, présenté par Vincent David. Le saxophone n'est pas un instrument rare, mais ici Jean-François Zygel parle de l'utilisation du saxophone dans le répertoire classique.
- Prélude, extrait de l'Arlésienne, par Vincent David (saxophone alto) et Jean-François Zygel (piano) ;
- Rhapsodie pour saxophone de Claude Debussy, par Vincent David (saxophone alto) et Jean-François Zygel (piano) ;
- Boléro de Maurice Ravel, par Vincent David (saxophone soprano) et Jean-François Zygel (piano) et Samuel (caisse claire).

La mécanique d'un tube
L'amour est un oiseau rebelle, extrait de l'opéra Carmen.